# Gobiopsis pinto
Gobiopsis pinto är en fiskart som först beskrevs av Smith, 1947.  Gobiopsis pinto ingår i släktet Gobiopsis och familjen smörbultsfiskar. Inga underarter finns listade i Catalogue of Life.